# Julie Graham
Julie Graham, född 24 juli 1965 i Irvine i Skottland, är en skotsk skådespelerska.

## Rollista i urval
- 1986 – Taggart (TV-serie)
- 1990 – Nunnor på rymmen
- 1997 – Ett fall för Dalziel & Pascoe (TV-serie)
- 2003–2005 – William and Mary (TV-serie)
- 2010 – The Sarah Jane Adventures (TV-serie)
- 2011 – Doc Martin (TV-serie)
- 2012–2014 – Bletchley circle (TV-serie)
- 2013 – Mord i paradiset (TV-serie)
- 2013, 2023 – Morden i Midsomer (TV-serie)
- 2014–2022 – Shetland (TV-serie)
- 2015 – Jupiter Ascending
- 2020 – Penance (TV-serie)
- 2020 – Doctor Who (TV-serie)
- 2023 – Dömda (TV-serie)
- 2023 – Ridley (TV-serie)
- 2023 – The Serial Killer's Wife (TV-serie)
- 2024 – The Hardacres (TV-serie)
- 2025 – Maffiablod (TV-serie)